# Umfahrungstunnel Giswil
Der Umfahrungstunnel Giswil entlastet seit 2004 den im schweizerischen Kanton Obwalden gelegenen Ort Giswil vom Durchgangsverkehr der Autostrasse A8.

## Situation
In der Strassenröhre herrscht Gegenverkehr bei Tempo 80 km/h. Der Tunnel verfügt über einen sehr hohen Sicherheitsstandard. Ein bergseitig im Abstand von 20 m parallel verlaufender Sicherheitsstollen ermöglicht die Flucht im Ereignisfall. Er ist durch Querschläge alle 300 m zum Strassentunnel verbunden. Zu den weiteren Sicherheitseinrichtungen gehören nebst der vollständigen Videoüberwachung die Bankettbeleuchtung mit weissen LEDs, eine doppelte Sicherheitslinie mit zusätzlichen Reflektoren, zwei grosse Notnischen, einzeln ansteuerbare Brandklappen zur gezielten Entlüftung, Brandmeldekabel, fixe Hydranten (alle 150 m), elektronisch steuerbare Verkehrssignale, Brandnotleuchten und eine neue, helle Spezialfarbe an den Tunnelwänden.